# الشركة المغربية لنقل الأموات
الشركة المغربية لنقل الأموات - مجموعة قصصية للقاص المغربي أنيس الرافعي، ظهرت الطبعة الأولي منها في عام 2011م، وظهرت بعد ذلك عدة طبعات للمجموعة.

## المؤلف
أنيس الرافعي، مواليد الدار البيضاء بالمغرب عام 1976م، خريج كلية الآداب والعلوم الإنسانية، تخصص اللسانيات والنقد الأدبي الحديث في جامعة القاضي عياض بمراكش، الرافعي عضو اتحاد كتاب المغرب، وعضو اتحاد كتاب الانترنت العرب، وعضو في منظمة كتاب بلا حدود بألمانيا، نال العديد من الجوائز منها: جائزة ناجي نعمان عام 2013م، جائزة جوتنبرغ الدولية للكتاب عام 2013م، جائزة أكيودي الصينية عام 2014م، وذلك عن مجموعته القصصية "يوم زائد بين الأثنين والثلاثاء"، جائزة الملتقى الثقافي للقصة القصيرة بالكويت في دورتها الخامسة عام 2021م وذلك عن مجموعته القصصية " سيرك الحيوانات المتوهمة"، جائزة القراء الشباب للكتاب المغربي عام 2022م، الرافعي له العديد من المجموعات القصصية، والتي ترجم بعض منها إلى لغات مختلفة، ونذكر من بين هذه المجموعات: إحدى عشر حكاية من مراكش 2024م، جميعهم يتكلمون من فمي 2024م، مستودع الأرواح البديلة 2020م، خياط الهيئات 2018م، متحف العاهات 2017م، مصحة الدمى 2015م، علبة البندورة 2007م، ثقل الفراشة فوق سطح الجرس 2007م، أشياء تمر دون أن تحدث 2002م، فضائح فوق الشبهات 1999م.

## عن المجموعة
تدخل المجموعة القصصية "الشركة المغربية لنقل الأموات" في اطار تجريب الفنتازيا، الذي يبحث عميقًا في المتخيل الجمعي ليعكسه أدبَا، وقد اشتغل الرافعي على تجربة كابوسية عاشها البطل (المصور الفوتوتغرافي) طيلة السبع ليالي، في كل ليله يتعرض لكابوس الموت ويحكي تفاصيله وكيفية تحضير ودفن الجثمان الذي هو نفسه جثمان البطل، في عملية استباقية لموت البطل. وبموازاة مع هذه القصة يحكي السارد تفاصيل الليلة الكناوية التي يستحضر فيها الكناوي الأرواح و الأشباح، لتعادل هذه الليالي السبع الكناوية لليالي الكابوسية التي يعيشها البطل، مركزًا على الخيط الرفيع الذي يجمع بين هاتين الليلتين، ليلة استحضار الأشباح و الأرواح و الجن في الليلة الكناوية، وليلة استحضار شبح وروح البطل أثناء تعرضه للكابوس المميت، الذي يدفع البطل إلى سرد حالة ما قبل الموت وحالة الموت وحالة مابعد الموت وتفاصيل الجنازة. وعنوان مجموعة الرافعي القصصية يعكس وبشكل آلي بنية النص الداخلية والخارجية، السطحية والعميقة. والقاريء والناقد يستنتج أن العنوان هو النص والنص هو العنوان، بحيث أن هناك علاقة جدلية تجمع بينهما، علاقة تفاعلية كل واحد يؤثر في الثاني، بل يمكن اعتبار العنوان هو التيمة الكبرى التي تتمحور حولها المجموعة القصصية، وهو الذي عنون به إحدى قصصه الأساسية،وأحداث المجموعة تجري في زمنين، زمن الوقائع وزمن القص، وبين مكانين، مكان الغرفة/القبر، وأمكنة أخرى خارجية يمكن اعتبارها بمثابة قبور كبيرة يتحرك فيها البطل بشروط وبضوابط معينة.
كتب القاص أنيس الرافعي مجموعته القصصية في سياق مغاير زمنيًا وابداعيًا، يحضر الموت بمعوله ليحفر أخاديد المجموعة، مهيمنًا على كل أدوات الحكي التي يجعلها مأمورة بإمرته، تابعة لإيقاعاته، هاجسة بذبذباته، فكلما تقلصت مساحة الأمل اتسعت دائرة الألم وغطت ما تبقي من أديم التفاؤل. والمجموعة تقدم لوحات هاجسها الأساس يرويض الموت واخراجه من سطوة الرعب الرهيب إلى دائرة التتفيه، وتسير المجوعة على خطين متوازيين من التمرئي السردي؛إيقاع الجذبة الذي يستحضر طقوس كناوة بتفاصيلها الدقيقة ،انطلاقا من لحظة البدء وصولا إلى لحظة التغييب الجسدي أو الشلل الحركي التي يمتطي فيها الجسد صهوة اللاوعي، وهنا يتقاطع طقس كناوة بتجلياته وميكانيزمات اشتغاله بالموت الذي تبتغيه المجموعة وهو موت يتجاوز سكون الجسد إلى موت القيم والمشاعر الإنسانية النبيلة.

## تحليل و نقد
تُعد مجموعة "الشركة المغربية لنقل الأموات" مثالًا متقدمًا على قدرة القصة القصيرة المغربية المعاصرة على احتضان الفانتازيا المظلمة والانزياحات الأسلوبية داخل بنية سردية متعددة الطبقات. إذ يتحول النص القصصي إلى مسرح للعبث والتخييل، حيث الموت ليس نهاية، بل بداية رحلة طقسية رمزية، يُستدعى فيها اللاوعي الجمعي والطقوس الشعبية، وتُمارَس فيها الكتابة بوصفها طقس استحضار لا يقل سطوة عن الجذبة الكناوية. إن ما يُميز تجربة أنيس الرافعي، في هذه المجموعة تحديدًا، هو توظيفه للغة بوصفها أداة حفر أنثروبولوجي في الذاكرة والميتافيزيقا الشعبية، حيث تُستعاد الجنازة، القبر، الكفن، والروح، بوصفها رموزًا سردية قابلة للتفكيك، لا مجرد محطات تقليدية في بناء الحدث.فالموت الذي يُهيمن على النصوص لا يُقدَّم في صورته الرهيبة فحسب، بل يُفرَّغ من هالته العدمية تدريجيًا عبر أسلبة خطابية تقوم على التهكم والتكرار والغرائبية. فبطل المجموعة ليس فقط ضحية الكوابيس، بل يتماهى مع الموت، يروي تفاصيل جنازته، ويعيد تمثيل موته مرارًا وكأنه يُجرب لحظة الغياب في صيغ متعددة، مما يضفي على البناء السردي طابعًا دائريًا يراوح بين التوثيق والتخييل. كل قصة تبدو بمثابة لوحة شعائرية صغيرة، حيث تنشط العناصر الكناوية كتيمات بنيوية: الطبل، اللباس، الألوان، الأرواح، الجسد الممسوس. وهذه التفاصيل لا تُدرج كمجرد زخارف فلكلورية، بل تُحمل وظيفة تفكيكية تُربك خطية السرد وتُشوش على تمركز المعنى، مما يجعل القارئ رهينًا لحالة ارتياب تأويلي مستمر.ولعل هذا الالتباس الدلالي بين الغرفة/القبر، وبين الليلة/الجنازة، يُحيل إلى آليات سرد ما بعد حداثي، حيث يُلغى الفاصل بين الحياة والموت، ويُجَرَّد الواقع من سلطته لصالح إمكان تخييلي مفتوح. إن تفاعل العنوان مع النص ليس مجازيًا بل عضويًا، حيث تتحول "الشركة" إلى استعارة ساخرة للمؤسسة الاجتماعية التي تُدير شؤون الموتى في عالم الأحياء، وتُجرّد الوجود من فرادته لصالح نمطية جنائزية كابوسية.إن أحد أهم عناصر الجِدّة في مجموعة الرافعي يتمثل في استثمارها للثقافة الطقسية الشعبية، خصوصًا طقس "الجذبة" الكناوية، بوصفه بنية دلالية وجمالية تقود النص نحو فضاءات غرائبية تتجاوز المقاربة السردية التقليدية للجسد والروح. فالكناوي، في الثقافة المغربية، لا يستحضر الأرواح عبثًا، بل يفتح منفذًا بين العوالم، وهذا ما يقوم به السارد في قصص الرافعي: استدعاء الموتى، أو استدعاء ذاته الميتة، ضمن سياق فني مشحون بالرمزية والتأملات الوجودية.تتوزع المجموعة على سبع ليالٍ، وهو رقم رمزي ذو حمولة دينية وطبيعية، وهو ما يُضفي بعدًا طقسيًا دقيقًا على سردية النصوص. ففي كل ليلة، يدخل البطل في طقس مشابه للجذبة، تُلغى فيه الحدود بين الواقع واللاوعي، ويجري استحضار الجسد الميت كعنصر سردي حي، ينبض بالمفارقات. الجسد هنا ليس مادة منتهية بل كيان رمزي يقاوم الاختزال، ويتحول إلى موضع للتفاوض بين الوعي الجمعي والخبرة الفردية.من جهة أخرى، توظف المجموعة المكان باعتباره استعارة وجودية: الغرفة لا تختلف كثيرًا عن القبر، كلاهما موضع انعزال وانغلاق على الذات. والفضاءات الخارجية لا تشكل بدائل للنجاة، بل امتدادات لـ"القبور الكبرى"، حيث يغدو الموت نظامًا حياتيًا أكثر من كونه لحظة فاصلة. بهذا المعنى، يتقاطع اشتغال الرافعي مع المفاهيم الفلسفية التي طرحها ميشيل فوكو حول "الفضاءات الأخرى" (Hétérotopies)، التي تعكس انزياح الواقع نحو العزلة المكانية الرمزية. ففي هذه المجموعة يعيد الكاتب الاعتبار للأدب كأداة تحليل أنثروبولوجي، حيث الموت لا يُقرأ كقدر طبيعي بل كبناء ثقافي معقد، مشحون بالطقوس والأساطير والرموز. والمجموعة لا تُقدم وصفًا للموت، بل تفكيكًا لما يعنيه أن نموت أو نُدفن أو نحيا في عالم ميت. وفي هذا السياق، يُمكن اعتبار الكتابة نفسها فعلاً كناويًا استحضاريًا، يحاول فيه الكاتب استنطاق الأشباح التي تسكن اللغة والواقع معًا.